# Tơ nốt
Tơ nốt là nhạc cụ hơi của người Ba Na, Việt Nam có quan hệ mật thiết với các nhạc cụ săn bắn. Nó là nhạc cụ mang tính chiến đấu. Ngày xưa người ta dùng nó để báo tin cho cộng đồng biết đang có việc quan trọng. Ngày nay nhiều dân ở Tây Nguyên sử dụng nhạc cụ này.
Tơ nốt làm bằng sừng trâu, bò hoặc dê rừng, dài khoảng 20 cm sau khi được cắt thủng hai đầu. Đầu nhọn có một lỗ nhỏ là lỗ thổi, đầu lớn dùng sáp ong đắp thành một cái bầu nhỏ có công dụng như bộ phận tăng âm. Dưới đáy bầu có một lỗ nhỏ để thoát hơi. Giữa sừng có một lỗ hình chữ nhật với cạnh dài 4 cm và cạnh ngắn 1 cm. Lỗ này được đắp sáp ong để gắn vào dăm kèn bằng nứa. Nhìn tổng quát, tơ nốt có phần cuống dài gấp đôi phần bầu.
Tơ nốt là nhạc cụ không định âm. Nó chỉ có hai âm nhưng nghe vang dội, hơi chói tai. Nhờ tính chất này người ta dùng nó để đuổi muôn thú vào chỗ có chó săn phục sẵn trong lúc đi săn bắn. Người ta còn thổi tơ nốt để báo hiệu cho dân làng về dự lễ hội của cộng đồng.
Để thổi tơ nốt người ta ngậm phần có lỗ thổi vào miệng, càng thổi mạnh thì âm thanh càng lớn. Muốn có hai âm phải dùng tay bịt, mở lỗ thoát hơi dưới đáy bầu.
Theo truyền thống người sử dụng tơ nốt thường là người chỉ huy, có uy tín và sức khỏe. Họ dùng nó để báo động, thông tin và gây huyên náo chứ không sử dụng trong việc hòa tấu với những nhạc cụ khác.
Tại đảo Madagascar ở châu Phi, có thổ dân cũng dùng một loại nhạc cụ giống như tơ nốt, gọi là antsiva. Nhạc cụ này cũng do nam giới sử dụng (trong việc ra hiệu tập trung hay lễ xuống đồng).